# Église Saint-Ignace de Richmond
Pour les articles homonymes, voir Église Saint-Ignace.
L’église Saint-Ignace (anglais : St Ignatius’ Church) est un édifice religieux catholique de la seconde moitié du XIXe siècle situé à Melbourne, en Australie.

## Situation et accès
L’édifice est situé au no 326 de la rue de l'Église (anglais : Church Street), à l’angle de The Vaucluse, dans la banlieue de Richmond, au sud de la Ville de Yarra, et plus largement à l’est de la ville de Melbourne.

## Histoire
Un orgue y est installé dans la partie ouest, le 20 août 1876, pour un prix de 800 livres australiennes.